# Siyathemba
Siyathemba es un municipio local sudafricano situado en el distrito de Pixley ka Seme, en la provincia de Cabo Septentrional.

## Superficie
Siyathemba tiene una superficie de 14 704 km².

## Demografía
En 2022, tenía 27 102 habitantes, una densidad poblacional de 1,84 hab./km², y 6739 viviendas.